# Ярослав Балло
Ярослав Балло (18 березня 1991, Київ) – український кінорежисер, сценарист та науковець. 

## Біографія
Закінчив Київський національний інститут будівництва та архітектури. 
Автор сценаріїв та режисер авторських короткометражних фільмів незалежного молодого кіно. 
З 2011 року зняв ряд короткометражних фільмів та був автором сценаріїв, що брали участь у таких кінофестивалях як Молодість, Одеський кінофестиваль, Відкрита ніч, Бардак, Kyiv Film Festival, 10 Муза . 
Засновник першого в Україні гаражного кінотеатру "plan 43 from outer space" відкритого на честь Еда Вуда-молодшого — найгіршого режисера всіх часів», яке йому дали два кінокритики — Майкл та Гаррі Медвед — у своїй книзі «The Golden Turkey Awards» 1980 року (тобто за два роки по смерті Вуда). 
Окрім творчості, займався науковою діяльністю, зокрема у сфері пожежної безпеки. Має науковий ступінь кандидата технічних наук, та є автором більш як 50 наукових праць.